# Leucopardus mirabilis
Leucopardus mirabilis is een vlinder uit de familie van de uilen (Noctuidae). De wetenschappelijke naam van de soort is voor het eerst geldig gepubliceerd in 1943 door Roepke.
De soort komt voor in Indonesië en Maleisië.